# Simplicia macrotheca
Simplicia macrotheca är en fjärilsart som beskrevs av Louis Beethoven Prout 1929. Simplicia macrotheca ingår i släktet Simplicia och familjen nattflyn. Inga underarter finns listade i Catalogue of Life.